# Грили (Гросето)
Грили (итал. Grilli) је насеље у Италији у округу Гросето, региону Тоскана.
Према процени из 2011. у насељу је живело 252 становника. Насеље се налази на надморској висини од 22 м.